# Erhan Kırcı
Erhan Kırcı (* 22. März 1988 in Trabzon) ist ein türkischer Fußballtorhüter.

## Spielerkarriere
Kırcı durchlief die Jugendabteilungen von HDSİ Karadenizspor, 24 Șubatspor und Trabzonspor, ehe er 2007 als Profispieler zu Değirmenderespor wechselte. Dort absolvierte er in seiner ersten Saison nur einige Ligaspiele. Zum Sommer 2008 kaufte der Erstligist Trabzonspor Değirmenderespor auf, änderte den Vereinsnamen in Trabzon Karadenizspor und machte diesen Verein zu seiner Zweitmannschaft. Kırcı spielte bis zum Sommer 2010 für diesen Verein und wechselte anschließend zu Iskenderun Demir Çelikspor. Bereits nach einer Saison verließ er auch diesen Verein und heuerte beim Erstligisten Kayserispor an. Hier verbrachte er eine Saison ohne einen Spieleinsatz zu absolvieren.
Zum Sommer 2012 wechselte er zu Nazilli Belediyespor und bereits nach einer halben Saison zu Erzurum Büyükşehir Belediyespor.